# Michael Shellenberger
Michael Shellenberger (1971) is een Amerikaans activist en auteur. Hij schrijft over milieubeleid. Shellenberger is medeoprichter van het 'Breakthrough Institute' en oprichter van 'Environmental Progress'.
Time verkoos Shellenberger in 2008 tot een van de 'Heroes of the Environment'. Hij won dat jaar ook de 'Green Book Award'. Shellenberger schreef samen met Ted Nordhaus The Death of Environmentalism (2004) en Break Through (2007).
Shellenberger wordt tot de 'ecomodernisten' of de 'ecopragmatici' gerekend. In 2015 schreef hij samen met 18 andere zelfverklaarde ecomodernisten het An Ecomodernist Manifesto. Shellenberger stelde zich in 2018 en 2022 verkiesbaar tijdens de Californische gouverneursverkiezingen. Zijn boek Apocalypse Never: Why Environmental Alarmism Hurts Us All verscheen in 2020.
Naast deze activiteiten is Shellenberger ook een uitgesproken criticus op het genderbevestigende zorg-model en lid van de adviesraad van de genderkritische organisatie Genspect.

## Persoonlijk leven
Shellenberger werd in Greeley in Colorado door hippies opgevoed. Hij doorliep de 'Peace and Global Studies' aan het 'Earlham College', een quakerschool in Richmond in Indiana. Hij richtte er een afdeling van Amnesty International op.
Vervolgens behaalde Shellenberger een master Culturele antropologie aan de UC - Santa Cruz. Hij besloot niet te doctoreren, deels omdat hij daarmee de boeren niet hielp die hij in het Amazonegebied bestudeerde. Hij reisde en werkte in de jaren 1980-90 in Latijns-Amerika.
Shellenberger is gehuwd en heeft twee kinderen.

## Carrière

### Vroege carrière
Shellenbergers activisme en schrijven betroffen aanvankelijk Latijns-Amerika. Zijn activisme kwam voort uit zijn mennonitische opvoeding. In 1993 verhuisde hij naar San Francisco om er voor de progressieve organisatie 'Global Exchange' te werken. Shellenberger schreef er artikels over Haïti, Brazilië, Mexico, het golfsyndroom en positieve discriminatie. Hij hielp de studenten van de Universiteit van Californië - Santa Cruz een studentenvereniging opzetten en positieve discriminatie verdedigen.
Vervolgens richtte Shellenberger samen met Tony Newman 'Communication Works' op, een progressieve public relations-organisatie. De organisatie werkte mee aan verscheidene campagnes, van het onder druk zetten van Nike om iets aan haar arbeidsomstandigheden te doen tot het helpen redden van Headwaters Sequoioideae-bossen. In 2002 was Shellenberger medeoprichter van het organisatieadviesbureau 'Lumina Strategies'. 'Global Exchange', 'Americans United for Affirmative Action', de 'Ford Foundation', de 'Sierra Club' en het 'Venezuelan Information Center' behoren tot haar klanten. In 2005 richtten Shellenberger en Ted Nordhaus samen 'American Environics' op.

### Breakthrough Institute
In 2003 richtte Shellenberg samen met Ted Nordhaus het 'Breakthrough Institute' op. Hij was er voorzitter en Senior Fellow. Het instituut bestaat uit beleidsmedewerkers, een jaarlijkse conferentie, een tijdschrift en een netwerk van fellows. De onderzoeken van het instituut, over het energie-, klimaat- en innovatiebeleid, haalden de National Public Radio, C-SPAN en The Wall Street Journal.
Shellenberger schreef mee aan onderzoeken over emissiehandel, planetaire grenzen, de perverse effecten van verhoogde energie-efficiëntie, CO2-belasting, subsidies voor hernieuwbare energie, kernenergie en schaliegas.
Het instituut toonde aan dat schaliegas en andere belangrijke technologische vernieuwingen hun ontstaan te danken hebben aan Amerikaanse overheidsinstanties en publieke financiering. Het instituut bepleit hogere overheidsuitgaven voor technologische innovatie. Dat zou leiden tot economische groei en een verbeterde milieu- en levenskwaliteit. Volgens het instituut kan men beter meer publieke middelen investeren in het goedkoper maken van propere energie door technologische innovatie dan in het duurder maken van energie door een beleid van emissiehandel en CO2-taksen.

### Environmental Progress
In februari 2016 bleek dat Shellenberger het voorzitterschap van het 'Breakthrough Institute' had opgegeven om een nieuwe door hemzelf opgerichte organisatie, 'Environmental Progress', te leiden. 'Environmental Progress' is de drijvende kracht achter onderstaande campagnes:

#### Save Diablo Canyon
In januari 2016 ondertekende Shellenberger een open brief met de dringende vraag de 'Diablo Canyon Power Plant', een kerncentrale, open te houden. Medeondertekenaars waren Robert Stone, David Keith, Stewart Brand en Mark Lynas, de medeauteurs van het An Ecomodernist Manifesto, en verder Kerry Emanuel, James Hansen, Steven Pinker, Stephen Tindale en Burton Richter. De open brief was gericht aan de Californische gouverneur Jerry Brown, aan de CEO van Pacific Gas and Electric Company en aan de bevoegde Californische ambtenaren.

#### Save Illinois Nuclear
In april 2016 ondertekende Shellenberger samen met andere natuurbeschermers en wetenschappers, waaronder James Hansen, Stewart Brand, Nobellaureaat Burton Richter, Kerry Emanuel en Mark Lynas, een open brief waarin ze aandrongen op het openhouden van de zes nog actieve kerncentrales in Illinois, met name de kerncentrales van Braidwood, Byron, Clinton, Dresden, LaSalle en Quad Cities. In 2007 produceerden de kerncentrales 48% van Illinois' elektriciteitsbehoeften. In 2010 had Illinois de hoogste nucleaire capaciteit en productie van de Verenigde Staten. Illinois was dat jaar goed voor 12% van de totale nucleaire productie van de VS.

#### Save New York Nuclear
In juli 2016 werd een open brief, ondertekend door klimaatwetenschappers, academici, milieuactivisten en bezorgde burgers, naar gouverneur Andrew Cuomo en de leidinggevenden van New Yorks 'Public Service Commission' (PSC) gestuurd. Daarin werd aangedrongen wetgeving te steunen om New Yorks kerncentrales, waaronder de 'Indian Point'-centrale, tegen sluiten te beschermen. In augustus dat jaar verklaarde Cuomo dat de PSC een 'Clean Energy Standard' had goedgekeurd waarin uitdrukkelijk werd erkend dat kernenergie een CO2-vrij product is.

#### South Korea
Shellenberger en zijn 'Environmental Progress'-medewerkers zonden in juli 2017 een open brief naar de Zuid-Koreaanse president Moon Jae-in. Daarin drongen ze er op aan - gezien het belang van de Zuid-Koreaanse kernprogramma voor de bescherming van het klimaat - dat hij zijn voorstel tot een nucleaire afbouw zou herzien. In augustus 2017 werd het rapport A high cost of fear gepubliceerd. Daarin werd de mogelijke impact van het voorstel op Zuid-Korea bestudeerd. Een Zuid-Koreaanse volksjury stemde in oktober 2017 voor het heropstarten van de stilgelegde bouw van twee kerncentrales.

#### Parlementaire commissie
In januari 2020 getuigde Shellenberger voor de commissie 'Wetenschap, Ruimte en Technologie' van het Amerikaanse Huis van Afgevaardigden. In zijn getuigenis uitte hij zijn bezorgdheid over wat hij ziet als de groeiende paniekzaaierij in openbare debat over de klimaatverandering. "Ik geef om de feiten en de wetenschap," zei hij tegen de afgevaardigden. "Ik geloof dat wetenschappers, journalisten en pleitbezorgers de plicht hebben om de klimaatwetenschap juist weer te geven, zelfs als daardoor de aandacht ervoor vermindert." Shellenberger benadrukte ook het belang van kernenergie voor het aanpakken van de klimaatverandering. Wanneer Republikeins afgevaardigde Jim Baird naar het potentieel van kernenergie vroeg antwoordde hij: "Ik geloof dat we uiteindelijk 100% kernenergie zullen bereiken. Het zal misschien nog tweehonderd jaar duren, maar het is zo'n duidelijk superieure energietechnologie dat dat is wat uiteindelijk zal plaatsvinden."

#### Standpunt over hernieuwbare energie
In 2017 vertelde Shellenberger aan The Australian: "Zoals de meeste mensen was ik aanvankelijk serieus tegen kernenergie. Ik veranderde van mening toen ik me ervan bewust werd dat je geen moderne economie op zonne- en windenergie kunt laten draaien. Ze maken enkel het elektriciteitssysteem chaotisch en wassen fossiele brandstoffen groen."

### Kandidatuur gouverneurschap Californië
Shellenberger nam in 2018 als democraat deel aan de verkiezingen voor het gouverneurschap van Californië. In 2022 maakte Shellenberger bekend als onafhankelijk kandidaat deel te nemen aan de verkiezingen voor het gouverneurschap van Californië. Hij zegde dit te doen omdat hij de drug- en daklozenproblematiek in de staat wenst op te lossen.

### Twitter files
In december 2022 werkte Schellenberger mee aan de publicatie van de Twitter files, een reeks interne documenten over de moderatie bij het sociaal mediaplatform.

### WPATH Files
Op 4 maart lekte Shellenberger, als lid van de adviesraad van Genspect, in samenwerking met deze organisatie en FAIR de WPATH Files. Het document bevatte informatie die bevestigde dat leden van WPATH zich bewust waren van problemen rondom de gezondheid van patiënten, hoewel zij zich vooral concentreerden op het zich indekken tegen rechtszaken. De zorg voor de patiënt leek hieraan ondergeschikt te worden gemaakt. Onder andere het feit dat testosteron-toediening een verhoogde kans op leverkanker veroorzaakt was bekend. Ook bleek uit de bestanden dat de zorgprofessionals problemen met groepsdruk ondervonden.

### Internetcensuur
In maart 2023 legde hij in de Amerikaanse parlementscommissie voor justitie een uitvoerig gedocumenteerde getuigenis af over de regulering van online inhoud, onder de titel “Overheidsbemoeienis voor binnenlandse censuur en desinformatiecampagnes, van 2016 tot 2022”.

## Publicaties
In 2004 schreven Shellenberger en Nordhaus samen een controversieel essay: The Death of Environmentalism: Global Warming Politics in a Post-Environmental World. In het essay stellen ze dat "de hedendaagse milieubeweging met zijn ongefundeerde aannames, verouderde concepten en afgeschreven strategieën maar beter kan 'sterven' zodat er iets nieuw kan ontstaan".
In 2007 gaf Houghton Mifflin Shelleberger en Nordhaus' essay Break Through: From the Death of Environmentalism to the Politics of Possibility uit. Volgens Wired kon Break Through "het beste zijn dat de milieubeweging overkwam sinds Rachel Carsons Silent Spring". Het boek argumenteert voor een positieve post-milieupolitiek die de focus op natuurbescherming achter zich laat ten voordele van een nieuwe focus op technologische innovatie om een nieuwe economie te ontwikkelen. Time verkoos Shellenberger en Nordhaus tot twee van de tweeëndertig "Heroes of the Environment" van 2008. Het blad noemde Break Through vooruitziend in zijn voorspelling dat klimaatbeleid niet op het duurder maken van fossiele brandstoffen door regelgeving dient te focussen maar op het goedkoper maken van propere energie. Het boek won in 2009 de 'Green Book Award'. Onder andere E.O. Wilson en James Hansen wonnen de prijs reeds.
De publicaties van Shellenberger en Nordhaus gaan over het raakpunt van klimaatverandering, energie-innovatie en politiek. Ze voorspelden het falen van de emissiehandel met zijn focus op het duurder maken van fossiele brandstoffen in plaats van het goedkoper maken van propere energie door technologische vernieuwing. Ze legden de schuld bij het verdrag van Kyoto omdat het gericht was op "gedeelde opoffering" in plaats van gedeelde technologische innovatie. Het verdrag focust op het probleem van vervuiling in plaats van op het energiebevoorradingssysteem. Groene producten bleken enkel een statussymbool voor westerse consumenten te zijn. Shellenberger en Nordhaus bepleitten een 'theologie' van ecomodernisme die technologische innovatie en menselijke vooruitgang omvat in plaats van de gangbare hypocriete nihilistische ecotheologie die antimodernisme predikt maar waarvan de volgelingen zelf het modernisme genieten.
Shellenberger en Nordhaus bepleitten 'klimaatpragmatisme' en het omarmen modernisering en menselijke vooruitgang. Ze bieden een alternatief voor het raamwerk van de Verenigde Naties dat gericht is op energie-innovatie, bestrijding van vervuiling en aanpassing.
Sinds 2011 geven Shellenberger en Nordhaus The Breakthrough Journal uit. The New Republic noemde het "een van de meest omvattende pogingen om een nieuw antwoord te bieden" op de vraag hoe het liberalisme te moderniseren. The National Review noemde het "... de meest veelbelovende poging tot zelfkritiek van onze liberale verwanten in een lange tijd". Shellenberger en Nordhaus stelden dat jaar ook Love Your Monsters samen.
In april 2015 maakte Shellenberger deel uit van de groep academici die An Ecomodernist Manifesto schreven. Het manifest stelt voor om het doel van duurzame ontwikkeling te vervangen door een strategie om de menselijke voetafdruk te verkleinen door de natuur intensiever te gebruiken. De auteurs vinden dat economische ontwikkeling in feite een onmisbare voorwaarde is voor het natuurbehoud. De andere auteurs waren: John Asafu-Adjaye, Linus Blomqvist, Stewart Brand, Barry Brook, Ruth DeFries, Erle Ellis, Christopher Foreman, David Keith, Martin Lewis, Mark Lynas, Ted Nordhaus, Roger A. Pielke, Jr., Rachel Pritzker, Joyashree Roy, Mark Sagoff, Robert Stone, en Peter Teague.
In juni 2020 verscheen Shellenbergers Apocalypse Never: Why Environmental Alarmism Hurts Us All, bij uitgeverij HarperCollins. Shellenberger onderzoekt daarin "hoe en waarom zo velen van ons belangrijke maar beheersbare milieuproblemen als het einde van de wereld zijn gaan zien, en waarom de mensen die het meest apocalyptisch zijn over milieuproblemen de neiging hebben om zich te verzetten tegen de beste en meest voor de hand liggende oplossingen".
San Fransicko: Why Progressives Ruin Cities werd uitgebracht in 2021. Daarin klaagt Shellenberger aan dat net in de steden waar democraten aan de macht zijn men er niet in slaagt problemen als dakloosheid en drugsverslaving op te lossen. De problemen worden er groter door de progressieve politiek waar hij vroeger zelf voorstander van was.

## Ontvangst
- The Death of Environmentalism en Break Through

The Wall Street Journal schreef: "als Shellenberger en Nordhaus' oproep om optimistisch te blijven - om de economische dynamiek en het creatief potentieel te omarmen - weerklank vindt, zal dat meer voor het milieu doen dan gelijk welk VN-rapport of gelijk welke Nobelprijs."
Voormalig 'Sierra Club'-voorzitter Adam Werbach beschreef tijdens een speech voor de 'Commonwealth Club of San Francisco' in 2004 The Death of Environmentalism: Global Warming Politics in a Post-Environmental World als een baanbrekend essay. Hij voegde eraan toe: "... met leuke herinneringen, een zwaar hart en zin in vooruitgang, vertel ik jullie vanavond ... de milieutheorie is dood." Over Break Through: From the Death of Environmentalism to the Politics of Possibility zegde hij dat Shellenberger en Nordhaus "de nagel op de kop sloegen".
Voormalig uitvoerend bestuurder van de 'Sierra Club', Carl Pope, schreef "ik ben diep ontgoocheld door en kwaad over The Death of Environmentalism. Hij noemde het "onduidelijk, oneerlijk en verdeeldheid zaaiend". Hij zegde dat het vele feiten fout had of verkeerd begreep maar trad de auteurs bij op een extreem belangrijk punt: "dat de milieubeweging nog steeds geen inspirerende visie had, laat staan wetsvoorstellen waar de Amerikanen zich in konden terugvinden". In zijn boekbespreking over Break Through: From the Death of Environmentalism to the Politics of Possibility uit 2007 kwam Pope hierop terug en stelde dat "de tijd niet vriendelijk was geweest voor hun visie" over de dood van de milieutheorie. Volgens hem was het milieubeleid enorm veranderd sinds ze hun stellingen in het essay neerschreven.
Voormalig uitvoerend bestuurder van Greenpeace, John Passacantando, zegde over Shellenberger en Nordhaus dat ze "fascinerende gegevens voorlegde, maar dat ze een te overdadig taalgebruik hanteerden en te brutaal waren."
Michel Gelobter schreef The Soul of Environmentalism: Rediscovering transformational politics in the 21st century samen met enkele anderen als antwoord op The Death of Environmentalism'. Daarin stellen dat het essay geen rekening hield werd met de belangen van de niet-witte armen. In 2007 schreven de academici Julie Sze en Michael Ziser in Climate Change, Environmental Aesthetics, and Global Environmental Justice Cultural Studies dat ook het recentere Break Through in hetzelfde bed ziek was. Ze beweerden dat technofiele benaderingen zoals die van Shellenberger en Nordhaus de "structurele milieuonrechtvaardigheid", door natuurrampen zoals de orkaan Katrina zichtbaar gemaakt, buiten beschouwing laten.
- Apocalypse Never

Peter H. Gleick, voorzitter van het 'Pacific Institute' en winnaar van de 'Carl Sagan Prize for Science Popularization' in 2018, schrijft in een boekbespreking dat er "een overvloed van slechte wetenschap en slechte argumenten" in Apocalypse Never staat. Hij schrijft "wat nieuw is in het boek is fout en wat juist is is niet nieuw." Shellenberger antwoordde op de kritiek in een stuk dat gepubliceerd werd op de website van het door hem opgerichte 'Environmental Progress'. Hij schrijft dat "Gleick en hij het over veel eens zijn". Onder andere over "hoe de miljarden mensen die nog geen drinkbaar water en sanitaire voorzieningen hebben daar van kunnen voorzien worden", over de "aanname dat het terugdringen van de broeikasgassen noodzakelijk is om de ernst van de klimaatverandering te verminderen terwijl men zich aanpast voor de veranderingen die niet meer kunnen tegen gehouden worden" en over "hoe de efficiëntie van de landbouw kan verbeterd worden" zijn ze het eens. Volgens Shellenberger verschillen ze niet van mening over het doel maar over hoe er te geraken. Shellenberger illustreert met citaten uit zijn boek dat Gleicks bewering dat volgens hem de wereldwijde voedselproductie niet zou dalen niet klopt. Hij beweerde dat de daling in de voedselproductie door de klimaatverandering niet opweegt tegen de stijging ervan door technologische innovatie. Ook Gleicks bewering dat hij zou stellen dat enkel kernenergie een oplossing biedt weerlegt Shellenberger met citaten waarin hij stelt dat kernenergie slechts deel uitmaakt van het energiepakket dat de oplossing biedt.
Zeven academische recensenten en een redacteur van het 'Climate Feedback'-factcheckingproject analyseerden Shellenbergers promotionele artikel in Forbes en kwamen tot de conclusie dat Shellenberger "... juiste en onnauwkeurige beweringen mengt ter ondersteuning van een misleidende en al te simplistische argumentatie over klimaatverandering".
- Bibsys: 7072735
- Bibliothèque nationale de France: cb166386278 (data)
- Gemeinsame Normdatei: 1057337749
- International Standard Name Identifier: 0000 0000 3522 112X
- Library of Congress Control Number: n95002705
- Nationale Bibliotheek van Tsjechië: mub2016903630
- Nationale Bibliotheek van Israël: 987007379523905171
- Nederlandse Thesaurus van Auteursnamen: 305658832
- Istituto Centrale per il Catalogo Unico: UBOV628767
- Système universitaire de documentation: 133053962
- Virtual International Authority File: 23839103
- WorldCat: E39PBJwhBbgp9VkGDpDFTrhrbd